# Bulbinella modesta
Bulbinella modesta är en grästrädsväxtart som beskrevs av Lucy Beatrice Moore. Bulbinella modesta ingår i släktet Bulbinella och familjen grästrädsväxter. Inga underarter finns listade i Catalogue of Life.